# Amancio González y Escobar
Juan Francisco Amancio González y Escobar fue un sacerdote paraguayo católico evangelizador del Gran Chaco.

## Infancia y juventud
Fue hijo del capitán Francisco González Duran y de Josefa Antonia de Escobar y Gutiérrez. Hizo sus estudios religiosos hizo en Asunción, obteniendo el título de licenciado. Autodidacta en su formación intelectual, fue fiscal eclesiástico y examinador sinodal. Versado en derecho romano y derecho canónico, orador elocuente y de temperamento aventurero.

## Trayectoria
Amancio González, cura propio del pueblo de los pardos libres de Emboscada en la provincia del Paraguay, fue el fundador de la Reducción de Melodía o Paraíso de Melodía, ubicada en la después Colonia Nueva Burdeos en los tiempos de Carlos Antonio López, posteriormente llamada Villa Occidental y actual Villa Hayes, capital del departamento de Presidente Hayes en el Chaco paraguayo. La denominación de Melodía fue escogida en homenaje al gobernador Pedro de Melo de Portugal, con el propósito de ganar su apoyo para la consolidación del proyecto evangélico de someter espiritualmente a las naciones de indios vagantes.
Amancio González ejercía como cura de Emboscada desde su ordenación en 1761. Durante los veinticinco años de ministerio sufrió con sus comarcanos y vecinos, el asedio constante de los indígenas del Chaco que hostilizaban el territorio, robando, matando y tomando cautivos a los pobladores. Creía, según expresa el mismo en su diario, insuficientes las guardias asentadas en los presidios (fuertes de frontera) de la costa del río por carecer de recursos para impedir los pillajes. Consideraba de suma urgencia establecer una población estable desde donde pudiera seducir a los infieles y conquistarlos a la fe. Vivir entre ellos, ganar de alguna manera su confianza, e incorporarlos a la vida civilizada. La citada reducción fue establecida en 1786 gracias a la ayuda de particulares y a los propios recursos del sacerdote, con crecidos gastos de su patrimonio. 
El Cabildo de Asunción halló conveniente la instalación de la reducción en la otra banda del Río, costa arriba, en la parte norte del río Confuso. Pese a las recomendaciones favorables, la ayuda del gobierno colonial fue exigua, limitándose a la remisión de 25 caballos como aporte oficial a la tarea de sujeción y conversión de los indios. Era de vital importancia que siguiera subsistiendo la población y no faltaran alimentos para que los indios no volvieran a sus tolderías a unirse con otras naciones, sin embargo, las propuestas del gobernador para destinar al efecto algún ramo permanente no tuvieron autorización del virrey.
El padre González partió de Emboscada en dos canoas cargadas de herramientas y bastimento, con veinte hombres y la compañía constante del padre Hermenegildo Rosas. En las cercanías del Peñón ingresó al río Confuso y en un lugar cercano a los cerros, determinó el lugar donde levantar la pequeña fortaleza. En la cumbre más elevada plantó una cruz, símbolo de su compromiso misionero. Este hecho que parecía sin trascendencia significó la marca de los derechos territoriales del Paraguay que posteriormente servirían al abogado doctor Benjamín Aceval, para asegurar en triunfo de la posición del Paraguay durante el Laudo de Hayes.
Establecida la estancia, el gobernador cedió seis soldados semaneros del Presidio del Peñón y un cañón con cuatro cargas de pólvora y metralla; y también 100 balas de plomo. Muy a pesar del misionero, los soldados llegaban desprovistos de víveres, pasando a consumir vorazmente las cortas reservas de reses de la administración. Igual ocurría cuando al gobernador realizaba alguna que otra visita oficial; lo hacía con una fuerte escolta y toda su comitiva. A su arribo hacían uso liberal de los recursos de la reducción, incluyendo caballos y alimentos. El afligido presbítero no hallaba provecho alguno en tales ayudas oficiales. 
En diciembre de 1788, recibió un aliento de esperanza al serle comunicada la aprobación real por la que el monarca alababa su empresa. No pasó de una efímera alegría, pues el apoyo material no llegó.
El acercamiento de los indígenas se fue dando dentro de una relación marcada por recelos y desconfianzas, que gradualmente fue cediendo en intensidad. A pesar del trato amistoso y los obsequios, con los años, los indios tobas y los machicuis se volvieron osados, procediendo al robo de caballos y vacas y manteniendo a la población en un acoso perenne y hostil. En la medida en que se fueron asentando en las cercanías los primeros estancieros blancos, se hicieron más activas las incursiones de los lenguas, tobas, machicuis, pitilagas y enimagas, atraídos por la posibilidad de proveerse de carne, robando vacas, y apropiándose de caballos, a los que descubrieron su gran utilidad.
Durante el proceso de reducción, el padre Amancio no cejó en su empeño de lograr la amistad de los nativos, sin dejar por eso de calificarlos como pérfidos, mentirosos, traidores y codiciosos. Refiere al respecto monseñor Agustín Blujaki, conocedor de la vida del misionero: Frente a tan difíciles parroquianos, en vez de disminuir las bondades del buen Padre, se acrecientan día a día.
Llegaban de las estancias vecinas a Emboscada y de otras regiones más alejadas, algunas partidas de reses destinadas al sustento de los pobladores de Melodía, pero las condiciones de inseguridad permanente hicieron que el futuro de la reducción de viera comprometido, considerando la ineficacia de las tropas enviadas por el gobierno para sujetar a los aborígenes. 
Gonzaléz expresó: La continua ladronada que se experimenta cada día, cada semana, cada mes, cada momento. No hay nada seguro. Todo se roba, la ropa, el recado, las herramientas, los cuchillos, los lazos, el bastimento. Solamente mi tintero no han robado.
Los indígenas habían montado un estrecho cerco de pequeños grupos familiares cuya única finalidad era mantener vigilia sobre potreros y aguadas, de los que podían arrear con facilidad el ganado. Parecían irreductibles en su afán de robo. En medio a los quebrantos propios de la administración, el padre Amancio recibía la fastidiosa y constante presión del gobernador para prestar auxilio a las comisiones oficiales que entraban a descubrir el Chaco hacia las costas del río Pilcomayo para lo que era apremiado a ceder hombres, caballos y ganado.
Las querellas intertribales y la inoportuna alianza del gobernador con los payaguáes, a quienes encomendó la custodia de las costas del Chaco, llevaron al registro de graves matanzas que hicieron insoportable la existencia de la castigada población.
Veinte años después del primer cruce del río, el desengañado y anciano sacerdote resolvió claudicar. Volvió a Emboscada y antes de su desembarco en Arecutacuá. Su vida se extinguió poco después en el pueblo que lo vio nacer. 

## Homenaje
En agosto de 1904, el cura Fidel Maíz propuso levantar un monumento en homenaje al presbítero Amancio González. El padre Maiz conservó, aun a través de su prisión por orden de Francisco Solano López, el diario del padre González, que fue publicado con el nombre de "Diario de Melodía". Este fue reimpreso en los 90's en "Suplemento Antropologico" la revista del Centro de Estudios Antropologicos de la Universidad Católica, Paraguay.
La junta municipal de Emboscada cumplió la solicitud y erigió en la Plaza de la Iglesia una muralla con una efigie de bronce que dice: Al Pbro. Amancio González y Escobar, ilustre misionero, gran paraguayo. Cura perpetuo de Emboscada.
Una calle del barrio Vista Alegre de Asunción lleva su nombre.